# Club Polideportivo Mérida
El Club Polideportivo Mérida fou un club de futbol extremeny de la ciutat de Mèrida.

## Història
El 28 de desembre de 1912 neix el primer club de futbol de la ciutat, la Sportiva Emeritense, essent el primer president Juan Casillas. L'any 1920, passà a anomenar-se Club Catalanes, ja que la majoria dels seus membres eren militars catalans destinats al Regiment d'Artilleria. L'any 1921 treballadors de la RENFE funden el Club M.Z.A. (Madrid-Zaragoza-Alicante). Al cap de pocs mesos, ambdós clubs es fusionaren, naixent el Club Emérita, que participà per primer cop en un campionat regional el 1928-29, essent campió tres anys més tard.
La Guerra Civil deixà la ciutat sense futbol. Ja el 1939 nasqué la Sociedad Deportiva Emeritense. Aquest club debutà a Tercera Divisió la temporada 1943-44. El 23 d'abril de 1966 el club esdevingué Mérida Industrial C.F.. En acabar la temporada 1984-85 el club canvia de nom novament esdevenint Club Polideportivo Mérida. Amb aquesta denominació visqué la seva millor època, ja que l'equip pujà a Segona Divisió el 1991 i finalment a Primera el 1995. El club, però, prengué massa riscos econòmics que el portaren a la desaparició l'agost del 2000.
Amb la desaparició del club, el filial, Mérida Promesas, se'n desvinculà i adoptà el nom de Mérida Unión Deportiva.
Resum de l'evolució del futbol a Mèrida:
- Emérita Foot-ball Club (1921-29) → CD Emérita (1929-34) → Emérita Foot-ball Club (1934-35) → Sociedad Deportiva Emeritense (1935-66) → Mérida Industrial CF (1966-85) → Mérida Club Polideportivo (1985-92) → Club Polideportivo Mérida (1992-00)
- UD Augusta Emérita (1989-90) → Mérida Promesas UD (1990–00) → UD Mérida (2000–05) → Mérida UD (2005–13)
- Mérida Asociación Deportiva (2013-15) → Asociación Deportiva Mérida (2015-)

## Dades del club
- Temporades a Primera Divisió: 2
- Temporades a Segona Divisió A: 7
- Temporades a Segona Divisió B: 3
- Temporades a Tercera Divisió: 37
- Millor posició a la lliga: 19è (Primera Divisió, temporada 1997-98)
- Pitjor posició en categoria nacional: 17è (Tercera Divisió, temporada 1970-71)

## Palmarès
- 2 Campionats de Segona Divisió A (temporades 1994-95 i 1996-97).
- 3 Campionats de Tercera Divisió (temporades 1956-57, 1979-80 i 1988-89).